# Francis Ballard
Francis Ballard fue un botánico británico ( 18 de marzo de 1896 , Londres - 25 de enero de 1975 , Chiswick .
Obtiene su Bachelor of Sciences en Londres en 1927, y fue asistente en el Herbario de Kew en 1929. Será un destacado especialista en Pteridófitas.

## Fuente
- Ray Desmond. 1994. Dictionary of British and Irish Botanists and Horticulturists including Plant Collectors, Flower Painters and Garden Designers. Taylor & Francis et The Natural History Museum (Londres). ISBN 0-85066-843-3

- La abreviatura «Ballard» se emplea para indicar a Francis Ballard como autoridad en la descripción y clasificación científica de los vegetales.[1]